# Mazzè
Mazzè est une commune italienne de la ville métropolitaine de Turin, dans la région Piémont.

## Administration
| Période                                  | Période | Identité     | Étiquette     | Qualité |
| ---------------------------------------- | ------- | ------------ | ------------- | ------- |
| 2014                                     |         | Marco Formia | Liste Civique |         |
| Les données manquantes sont à compléter. |         |              |               |         |

### Communes limitrophes
Vische, Candia Canavese, Moncrivello, Caluso, Cigliano, Villareggia, Rondissone, Chivasso

## Personnalités liées à la commune
- Eugenio Brunetta d'Usseaux (1857-1919), dirigeant sportif franco-italien.
- Pietro Solero (1911-1973), prélat  et alpiniste.
- Lorenzo Piretto (1942), prélat dominicain italien.